# Sherry Ortner
Sherry Beth Ortner, född 19 september 1941 i Newark, New Jersey, är en amerikansk antropolog som är professor vid UCLA.

## Teoretiskt perspektiv
Ortner har med sitt strukturalistiska synsätt spelat en betydande roll inom feministisk antropologi. Med inspiration av Simone de Beauvoir var hon tidig inom den feministiska antropologin. Redan år 1974 publicerade hon sin första feministiska skrift "Is female to male as nature is to culture?" där hon förklarade sin teori gällande hennes syn på en universell kvinnlig underordning. Hon jämförde förhållandet mellan kvinnor och män med förhållandet mellan natur och kultur.
Sherry Ortner menar i den skriften att kvinnor är närmre naturen i och med det biologiska faktorerna; att de föder barn och ammar, och att de då är bundna till hemmet för att ta hand om familjen medan männen befinner sig utanför hemmet, i det offentliga, som då beskrivs som närmre kulturen. Då männen befinner sig i det offentliga genom att exempelvis vara aktiva inom politik, knyta andra kontakter och genom allmän mänsklig interaktion beskrivs de som närmre kulturen än kvinnor. 
Genom att göra denna uppdelning mellan könen och dess olika tillhörigheter genom kvinnor-natur och män-kultur menar Ortner att män är universellt överordnade kvinnor, eftersom kultur på något sätt alltid är överlägset naturen. Detta grundas enligt henne i människors syn på hur kultur står sig till natur, hur människor kan/inte kan påverka den, kultur på något sätt alltid överlägset naturen, samma gäller då mannen. 